# 과테말라 내전
과테말라 내전은 1960년부터 1996년까지 과테말라 정부와 다양한 좌익 반군이 과테말라에서 싸운 내전이다. 좌익 반군은 초기에 인종적으로 마야인 원주민과 라디노인의 지지를 받았다. 정부는 내전 기간 동안 과테말라 학살과 민간인에 대한 인권 유린으로 비판을 받았다. 내전은 불공정한 토지 분배에 대한 오랜 논란에 기초했다. 유럽계 후손들과 미국 유나이티드 프루트 컴퍼니와 같은 외국계 기업들이 토지의 대부분을 소유했고, 지역의 빈민들과 마찰을 일으켰다.
1944년 과테말라 혁명 이후 민주 선거와 1951년 민주 선거에서 좌익 정부가 권력을 잡았다. 미국의 후원을 받은 1954년 과테말라 쿠데타로 카를로스 카스티요 아르마스의 군사정권이 들어섰고, 이후 보수주의적 군사 독재자들이 연이어 정권을 잡았다. 1970년 카를로스 마누엘 아라나 오소리오가 입법민주당을 대표하는 첫 군사독재자가 되었다. 입법민주당은 12년간 과테말라 정치를 지배했다. 아라나의 후배였던 크헤 에우헤니오 라우헤루드 가르시아가 1974년 대통령이 되었고, 1978년 아라나의 또 다른 후배였던 페르난도 로미오 루카스 그라시아가 정권을 잡았다. 1982년 3월 23일 군사 쿠데타를 통해 에프라인 리오스 몬트를 비롯한 육군 하급 장교들이 권력을 차지하면서 입법민주당은 과테말라 정치에서 지배권을 잃었다. 1970년대 불평등한 토지 보유권을 물려받은 소작농과 원주민들 대다수의 사회적 불만은 지속되었다. 다수는 반군을 조직하여 정부군에 맞서 싸우기 시작했다.
1980년대 과테말라군은 5년 동안 전제적인 정부권력을 맡게 되었다. 이들은 정치, 사회, 지식층을 포함한 국가의 모든 정치-사회적 기관에 성공적으로 침투하였고, 적을 제거하였다. 내전 마지막에 과테말라군은 동시적이고, 거의 보이지 않지만 매우 효과적으로 과테말라를 통제하였다.
과테말라 내전 동안 약 200,000명이 사살되거나 강제 실종되었을 것으로 추정된다. 정부군과 반군 사이에 전투가 벌어졌지만, 분쟁은 1960년대부터 민간인을 상대로 과테말라 정부가 주도한 일방적인 대규모 합동 폭력 사태를 포함한다. 군 정보당국과 "라 리제넬"이라 알려진 정보 기관은 대통령궁 별관에 본부를 두고 있었으며, 이들은 국가에 대한 적, 반군으로 의심되는 자들, 정보국에서 반군 협력자들로 규정한 이들을 사살하거나 강제 실종시키는 일에서 협력했다. 과테말라는 라틴아메리카 국가들 중에서 적들을 상대로 강제 실종을 대대적으로 시행한 첫 국가였다. 실종된 사람은 1966년부터 종전까지 약 40,000명에서 50,000명으로 추산되고 있다.
농촌 지역에서 반군은 거점을 유지하고 있었으며, 소작농 전체를 살해하거나 마을 전체를 학살하는 방식으로 보복이 이루어졌다. 1966년부터 1968년까지 이자발과 자차파에서 시행된 이런 학살은 1978년 이후 마야 서부 고지에서 많이 발생하였다. 1980년대 초 마야인에 대한 전반적인 살해는 학살로 인식되었다. 군, 경찰, 정보국이 인권을 유린했다. 보복의 희생자들에는 원주민 활동주의자들, 정부의 적으로 의심되는 자들, 돌아온 난민들, 주요 학자, 학생, 좌익 정치가, 노동 조합원들, 종교 노동자들, 기자들, 그리고 거리의 아이들까지 포함되어 있었다. "Comisión para el Esclarecimiento Histórico"에 따르면 분쟁 중 인권 유린의 93%가 정부군에 의해 시행되었고, 나머지 3%가 게릴라들에 의해 시행되었다고 추정했다.
2009년, 과테말라 법원은 펠리페 쿠사네로에게 형을 언도했는데, 강제 실종을 명령한 범죄에 대한 형을 받은 첫 인물이었다.

## 같이 보기
- 엘살바도르 내전
- 시복
- 라틴아메리카–미국 관계